# Лаабер
Лаабер (нім. Laaber) — громада в Німеччині, розташована в землі Баварія. Підпорядковується адміністративному округу Верхній Пфальц. Входить до складу району Регенсбург. Центр об'єднання громад Лаабер.
Площа — 28,78 км2. Населення становить 5324 ос. (станом на 31 грудня 2020).